# Fafá de Belém
Fafá de Belém, nome artístico de Maria de Fátima Palha de Figueiredo (Belém, 9 de agosto de 1956), é uma cantora, compositora, atriz e multi-instrumentista luso-brasileira. É considerada uma das principais cantoras da Música Popular Brasileira (MPB). Possui trinta álbuns gravados e quinze milhões de discos vendidos. Seus estilos musicais incluem o fado, o sertanejo e a música romântica. Fafá de Belém foi anunciada como Enredo da Escola de Samba Império de Casa Verde no Carnaval de 2024, com o tema: Fafá, a Cabocla Mística em Rituais da Floresta, de autoria do Carnavalesco Leandro Barboza e pesquisa do enredista Tiago Freitas.

## Biografia

### Família,  infância e juventude
Fafá nasceu em 9 de agosto de 1956 no município brasileiro de Belém, capital do estado do Pará, batizada como Maria de Fátima Palha de Figueiredo, filha do advogado e bancário Joaquim Oliveira Figueiredo, filho de imigrantes portugueses de Vouzela e Castelo de Paiva, e da dona de casa Eneida Moreira Palha de Figueiredo, filha de um belenense e uma imigrante portuguesa de Ponta Delgada. Assim Fafá adquiriu a nacionalidade portuguesa em 2011. É irmã de Sérgio Palha de Figueiredo e Nelson Palha de Figueiredo. A família fazia parte da classe média alta.
Durante a infância, destacava-se nas reuniões familiares por conta de sua voz afinada, mesmo não sonhando em ser cantora, mas sempre fazia apresentações familiares. Dos seis/sete anos de idade até os nove anos, residiu em São Paulo, retornando em seguida para sua cidade natal. Em sua formação acadêmica, parte da juventude estudou no Colégio Gentil Bittencourt.
Em 1970, quando tinha 14 anos sua família se mudou para o Rio de Janeiro, época em que sua casa "virou um lugar de encontro de música e músicos.". Em 1973, voltou novamente para Belém. Nessa fase, fugia de casa com amigos para se apresentar em saraus e serestas. Conforme afirmou posteriormente, pretendia ser psicóloga, pois desejava saber "como as pessoas funcionam e como determinados mecanismos desencadeiam sobre a gente sem que a gente queira ou tenha controle sobre eles." No entanto, aos dezesseis anos de idade, iniciou sua carreira artística ao conhecer o produtor baiano Roberto Santana (da Philips/PolyGram responsável por artistas como Caetano Veloso, Maria Bethânia, Gal Costa, Quinteto Violado, Alcione, Emílio Santiago, etc.) que a aconselhou a investir na carreira fonográfica.

### 1973–79: teatro e primeiros trabalhos
Em 1973, estreou como atriz no musical Tem Muita Goma no meu Tacacá, que satirizou o cenário político da época no principal teatro de Belém, o Theatro da Paz. Em 1974, participou da peça Os Sete Gatinhos. Em 1975, estreou sua carreira como cantora ao assinar com a Polydor Records e lançar seu primeiro sucesso, Filho da Bahia (Walter Queiroz). A canção, gravada exclusivamente para a trilha sonora da novela global Gabriela, também originou um clipe no programa Fantástico, da mesma emissora. Na mesma época lançou o primeiro compacto, que continha as canções Naturalmente (de Caetano Veloso e João Donato) e Emoriô (de Gilberto Gil e João Donato).

Capa disco Banho de Cheiro.

Em 1976, lançou o primeiro disco, Tamba-Tajá, pela gravadora Polydor, com um repertório eclético, mas essencialmente brasileiro e que trouxe a cantora ainda muito ligada às suas raízes nortistas. No repertório, destaque, dentre outras canções para os forrós Haragana (Quico Castro Neves) e Xamego (Luiz Gonzaga e Miguel Lima), as modinhas Pode Entrar (Walter Queiroz), a faixa-título (Waldemar Henrique) e o carimbó Este Rio é Minha Rua (Paulo André e Ruy Barata). O álbum, que obteve excelente aceitação de crítica e público, arrebatou críticos como o normalmente exigente José Ramos Tinhorão, colunista do Jornal do Brasil, que a apontou como uma das melhores cantoras daquela geração.
Em 1977, produziu seu segundo álbum, denominado Água, que vendeu mais de cem mil cópias. O álbum a consagrou como cantora nacionalmente, produzindo vários sucessos, dentre os quais a regravação do clássico Ontem ao Luar (Catulo da Paixão Cearense e Pedro Alcântara), Raça e Sedução (ambas de autoria da dupla Milton Nascimento e Fernando Brant), e principalmente Foi assim e Pauapixuna (ambas dos compositores paraenses Paulo André e Ruy Barata).
Em 1978, foi publicado o álbum Banho de Cheiro, com destaque, dentre outras, para Dentro de Mim Mora um Anjo (Sueli Costa e Cacaso), Maria Solidária (Milton Nascimento e Fernando Brant) e Moça do Mar (Octávio Burnier e Ivan Wrigg). Em 1979, lançou seu maior sucesso até hoje, a canção Sob medida (Chico Buarque). A canção integrou o repertório de um dos discos considerados melhores em sua carreira: o eclético Estrela radiante, onde se alternou entre canções regionais e urbanas. Outro grande sucesso deste disco foi a faixa-título, de autoria de Walter Queiroz.

### 1980–84: reconhecimento eDiretas Já
Em 1980, Fafá participou do especial Mulher 80 (Rede Globo), em um momento marcante da televisão. O programa exibiu uma série de entrevistas e musicais cujo tema era a mulher e a discussão do papel feminino na sociedade, abordando esta temática no contexto da música nacional e da inegável preponderância das vozes femininas, com Maria Bethânia, Fafá de Belém, Zezé Motta, Marina Lima, Simone, Rita Lee, Joanna, Elis Regina, Gal Costa e as participações especiais das atrizes Regina Duarte e Narjara Turetta, que protagonizaram o seriado Malu Mulher.
Em 1980, lançou o disco Crença, com destaque para a faixa-título (de Milton Nascimento e Márcio Borges), as canções Sexto sentido (Beto Fogaça e Hermes Aquino), Bicho homem (Milton Nascimento e Fernando Brant), Carrinho de linha (Walter Queiroz), Me disseram (Joyce) e Para um amor no Recife (Paulinho da Viola). Em 1982, do disco Essencial (faixa-título de Joyce), Fafá se tornou famosa pela interpretação de duas canções: Bilhete (Ivan Lins e Vitor Martins), da trilha da novela Sol de Verão de Manoel Carlos, e Nos bailes da vida (Milton Nascimento e Fernando Brant).
Durante as Diretas-Já, Fafá participou ativamente dos comícios. Se apresentou gratuitamente em passeatas e comícios, cantando O Menestrel das Alagoas, em homenagem a Teotônio Vilela, e o Hino Nacional Brasileiro. O Menestrel das Alagoas foi lançado em 1983 no seu álbum intitulado Fafá de Belém e o Hino Nacional Brasileiro lançado em 1985 no álbum Aprendizes da Esperança. Durante a campanha pelas eleições diretas, no final de suas apresentações, Fafá soltava uma pomba branca, gesto que se tornou símbolo do movimento e a transformou na "musa" das Diretas Já.
Em 1984 transferiu-se para a independente Som Livre; o disco que marca sua estreia na nova gravadora leva seu nome. No repertório deste, destaque para as canções O Menestrel das Alagoas (Milton Nascimento e Fernando Brant), composta em homenagem ao senador Teotônio Vilela, falecido naquele mesmo ano, e ainda Você em minha vida (Roberto e Erasmo Carlos), Aconteceu você (Guilherme Arantes) e Promessas (Tom Jobim e Newton Mendonça). Esta última foi o tema de abertura da última novela de Janete Clair, Eu Prometo.

### 1985–99: sucesso comercial e crítica
No decorrer de sua carreira, Fafá de Belém recebeu avaliações mistas da crítica diante dos trabalhos que variavam dos gêneros mais popularescos, incluindo a canção romântica e o sertanejo, a outros mais respeitados, como o fado e a MPB. Na segunda metade dos anos 1980, adicionou ao repertório músicas relacionadas com os estilos carimbó, siriá, lambada, brega e guarânia.[carece de fontes?] Alheia às críticas, emplacou um sucesso atrás do outro. Nesse caminho prosseguiu com Atrevida (1986), que vendeu mais de 500 mil cópias graças ao sucesso da canção Memórias (Leonardo Sullivan).

Capa do disco Sozinha.

Em 1987, veio Grandes Amores, cujo maior sucesso foi a canção Meu Dilema (Michael Sullivan e Leonardo Sullivan). No ano seguinte voltou à Polygram, onde lançou o também criticado Sozinha, com destaque para Meu Disfarce (Chico Roque e Carlos Colla). Valendo-se ainda do filão engajado da pós-ditadura e feminismo, cantou, ainda que com uma participação individual diminuta, no coro da versão brasileira de We Are the World. O projeto Nordeste Já (1987) procurou angariar fundos para combater a enchente que se abatera sobre a região, unindo 155 vozes num compacto, de criação coletiva, com as canções Chega de Mágoa e Seca d´Água. Elogiado pela competência das interpretações individuais, o compacto foi no entanto criticado pela incapacidade de harmonizar as vozes e o enquadramento de cada uma delas no coro.[carece de fontes?]
Em 1989, assinou com a gravadora BMG, que lançou o álbum Fafá, o qual englobou as lambadas Chorando se Foi e Conversa Bonita (Chico Roque e Carlos Colla),[carece de fontes?] os sucessos românticos Nuvem de Lágrimas (Paulo Debétio e Resende) e Amor Cigano (Michael Sullivan e Paulo Massadas)[carece de fontes?] e ainda Coração do Agreste (Moacir Luz e Aldir Blanc); esta última integrou a trilha da telenovela Tieta.
Em 1991, publicou o álbum Doces Palavras, com destaque para Águas Passadas e Coração Xonado. A versão deste em CD trouxe três faixas-bônus, Eu Daria Minha Vida (Martinha), A Luz é Minha Voz e Dê uma Chance ao Coração (Michael Sullivan e Paulo Massadas). Estas não haviam entrado no LP original por problemas de espaço. Em 1990, foi lançada a faixa Saudade de Portugal e Fafá foi compositora ao lado de Ed Wilson no LP Trem da Alegria, com a participação especial de Gugu Liberato.[carece de fontes?] Em 1992, gravou em Portugal o disco Meu Fado. Seguem-se os discos Do Fundo do Meu Coração (1993), Cantiga Pra Ninar Meu Namorado (1994)[carece de fontes?] e Pássaro Sonhador (1996), que foi um grande sucesso em Portugal.[carece de fontes?] Em 1998, lançou o álbum Coração Brasileiro.

### 2000–presente: Reinvenção e televisão

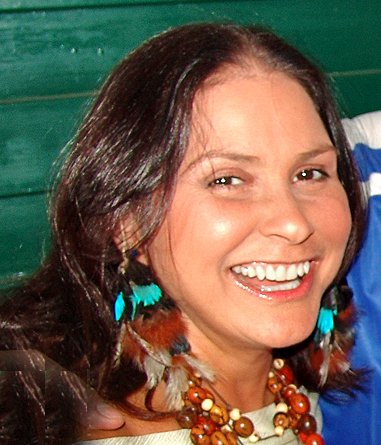
Fafá de Belém em 2007

Na década de 2000, lançou Maria de Fátima Palha Figueiredo (2000), que trouxe diversas canções consagradas românticas da MPB, bem como as regravações de Meu nome é ninguém (Haroldo Barbosa e Luiz Reis), Foi assim e Sob medida.[carece de fontes?] Depois, lançou Piano e voz (2002), na mesma linha de Fafá ao vivo,[carece de fontes?] Fafá de Belém do Pará - O Canto das águas (2003), que trouxe um repertório essencialmente brasileiro, destacando culturas nortistas onde todas as canções são de autoria de compositores conterrâneos seus, sendo que algumas canções ela já havia gravado anteriormente (Pauapixuna, Este rio é minha rua e Bom dia Belém - espécie de hino da capital paraense, composta Edyr Proença e Adalcinda), e Tanto mar (2004), um tributo a Chico Buarque que contou com a participação do próprio na canção Fado tropical.
Em 2007, lançou Fafá de Belém ao vivo, que rendeu seu primeiro DVD, e foi lançado pela gravadora EMI - única multinacional que ainda não havia editado um disco de Fafá.[carece de fontes?] Como atriz, atuou como a personagem Ana Luz na telenovela Caminhos do Coração, do autor Tiago Santiago, na Rede Record. Em 2012, fez parte da bancada de jurados da última temporada do programa Ídolos, exibido na Rede Record, ao lado de Marco Camargo e Supla. Inicialmente, a cantora havia recusado o convite por motivo não divulgado (embora uma sondagem para participação na telenovela Gabriela na Rede Globo tenha sido apontada como um deles), mas depois mudou de ideia e assinou o contrato.[carece de fontes?]
No ano de 2015, Do tamanho certo para o meu sorriso marca seus 40 anos de carreira, tendo sido lançado após dez anos sem gravar em estúdio. É um álbum que celebra o brega paraense, reunindo canções clássicas e algumas inéditas, como a faixa Asfalto Amarelo (Felipe Cordeiro, Manoel Cordeiro e Zeca Baleiro). Em 2019, seu disco Humana foi eleito um dos 25 melhores álbuns brasileiros pela Associação Paulista de Críticos de Arte.

### Carnaval 2024: A Coroação na avenida - Fafá, a Cabocla Mística
A consagrada Escola de Samba Império de Casa Verde, do Carnaval de São Paulo, anunciou Fafá de Belém como seu enredo para o desfile de 2024.
O enredo "Fafá, a Cabocla Mística em Rituais da Floresta", de autoria do Carnavalesco Leandro Barboza e pesquisa do enredista Tiago Freitas, celebrou os 50 anos de carreira da artista e mostrará a mística relação de Fafá com a Amazônia, através de suas canções, com elementos da fé cabocla, festejos culturais da mata e rituais do indigenismo e folclorismo de Belém, do Pará e da região Amazônica, como um todo.

## Vida pessoal
Em 5 de março de 1981, Fafá de Belém deu à luz sua única filha, Mariana Belém, nascida do relacionamento com saxofonista Raul Mascarenhas – com quem nunca chegou a se casar. Com pouco tempo de namoro, Fafá engravidou, e eles foram viver juntos, mas poucos meses após o nascimento da filha, se separaram. Se tornou avó da Laura em 2011 e da Julia, em 2016.
Em 2011, Fafá de Belém obteve a nacionalidade portuguesa (dupla nacionalidade). A cantora sempre demonstrou o carinho que tem por Portugal, não só por ser proveniente de uma família de portugueses, mas também pelo enorme sucesso e grande popularidade que tem naquele país, sendo considerada uma das cantoras brasileiras mais admiradas e respeitadas pelos portugueses.
Em 2022, Fafá de Belém recordou sobre seu uso de drogas durante a juventude, afirmando: "nos anos 1980, em relação à cocaína, um dia me olhei no espelho e não era eu. Joguei fora o que tinha em casa e destruí minha agenda de telefones. Passei dez dias trancada, com o fio do telefone fora da tomada. Nunca tomei MD. A gente vai desenvolvendo os baratos da vida de outras formas."

## Discografia
Álbuns de estúdio
- 1976 - Tamba-Tajá[88]
- 1977 - Água[89]
- 1978 - Banho de Cheiro[90]
- 1979 - Estrela Radiante[91]
- 1980 - Crença[92]
- 1982 - Essencial[93]
- 1983 - Fafá de Belém[1]
- 1985 - Aprendizes da Esperança[1]
- 1986 - Atrevida[1]
- 1987 - Grandes Amores[94]
- 1988 - Sozinha[1]
- 1989 - Fafá[1]
- 1991 - Doces Palavras[1]
- 1992 - Meu Fado[1]
- 1993 - Do Fundo do Meu Coração[1]

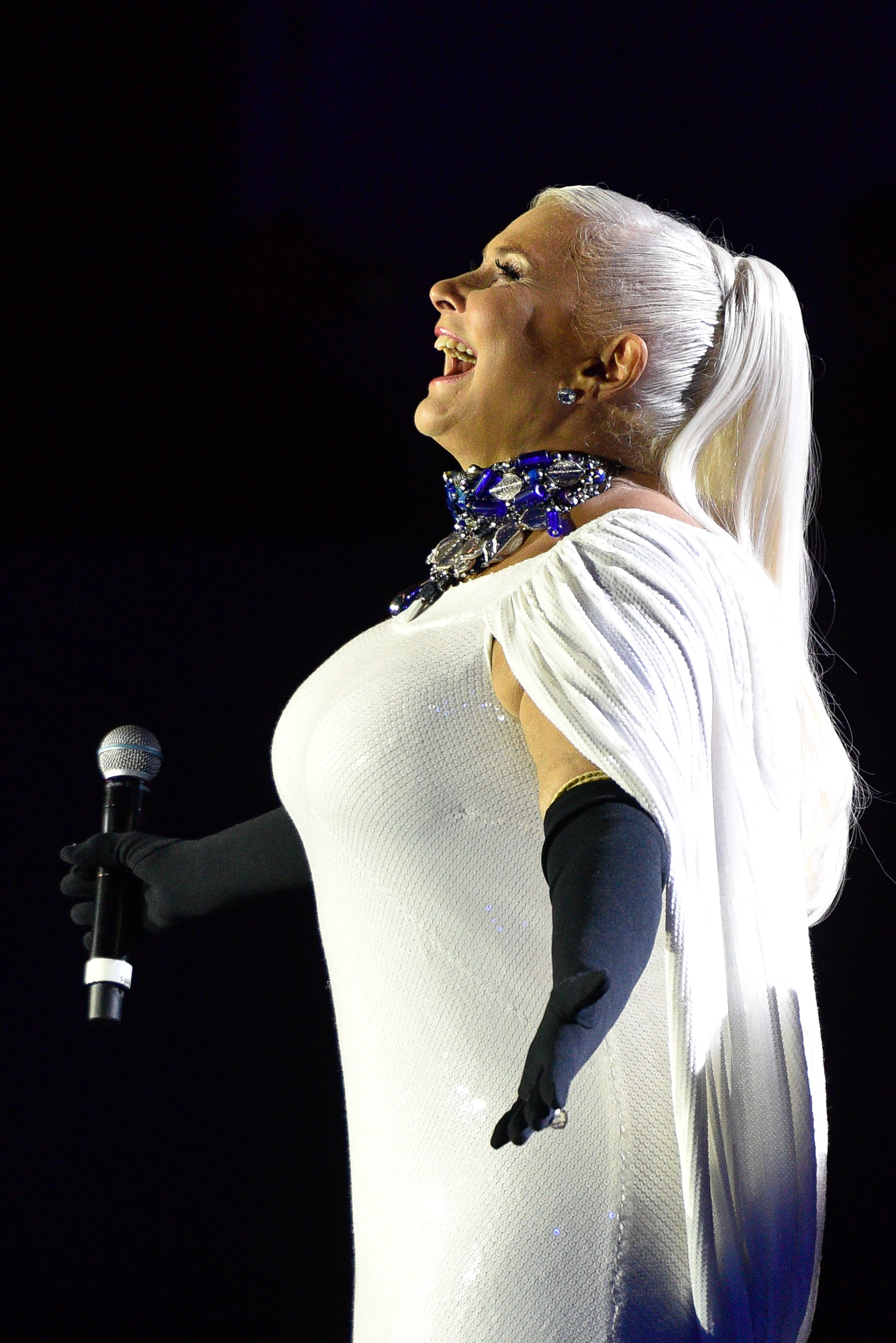
Fafá de Belém durante a Celebração Cultural e Artística do Bicentenário da Independência do Brasil no Parque da Independência em São Paulo, em 2022

- 1994 - Cantiga Para Ninar Meu Namorado[1]
- 1996 - Pássaro Sonhador[95]
- 1998 - Coração Brasileiro[1]
- 2000 - Maria de Fátima Palha de Figueiredo[96]
- 2002 - O Canto das Águas[97]
- 2005 - Tanto Mar - Fafá de Belém canta Chico Buarque[1]
- 2015 - Do Tamanho Certo para o Meu Sorriso[98]
- 2019 - Humana[99]

Álbuns ao vivo
- 1995 - Fafá ao Vivo[1]
- 2002 - Piano e voz - ao Vivo[1]
- 2007 - Fafá em Belém - ao Vivo[1]
- 2017 - Do Tamanho Certo para o Meu Sorriso - Ao Vivo[1]

Extended play (EPs)
- 2013 - Fafá, frevo e folia – Coração pernambucano[1]
- 2013 - Amor e Fé[1]

## Filmografia

### Televisão
| Ano     | Título                  | Personagem / Cargo              | Notas                                  |
| ------- | ----------------------- | ------------------------------- | -------------------------------------- |
| 1983    | Plunct, Plact, Zuuum    | Iara                            | Especial de fim de ano                 |
| 2007    | Dança dos Famosos       | Participante                    | Temporada 4                            |
| 2007    | Caminhos do Coração     | Ana Gabriela dos Santos Luz     | [carece de fontes?]                    |
| 2008    | Os Mutantes             | Ana Gabriela dos Santos Luz     | [carece de fontes?]                    |
| 2012    | Ídolos                  | Jurada / Mentora                | Temporada 7                            |
| 2017    | A Força do Querer       | Almerinda dos Anjos / Mere Star | Episódios: "25 de julho–21 de outubro" |
| 2017    | Show dos Famosos        | Participante                    | Temporada 1                            |
| 2018    | O Outro Lado do Paraíso | Ela mesma                       | [ 105 ]                                |
| 2018    | Vai que Cola            | Gigi                            | Episódio: "Gigi do Pará"               |
| 2019    | Férias em Família       | Jacinta                         | Episódio: "2"                          |
| 2022—23 | The Voice +             | Técnica / Mentora               | Temporada 2                            |
| 2022    | Independências          | Madame Corneta                  | [ 109 ]                                |
| 2023    | Travessia               | Ela mesma                       | [ 110 ]                                |

### Cinema
| Ano  | Título                     | Personagem         |
| ---- | -------------------------- | ------------------ |
| 2003 | Garotas do ABC             | Solange            |
| 2014 | Ruas Rivais                | Madame FáFá        |
| 2014 | Encantados                 | Alaci              |
| 2020 | De Perto Ela Não É Normal  | Ela mesma          |
| 2020 | Música para Morrer de Amor | Cantora do karaokê |
| 2021 | Pai em Dobro               | Mãe Lua            |

## Teatro
| Ano  | Título                             | Personagem                |
| ---- | ---------------------------------- | ------------------------- |
| 1973 | Tem Muita Goma no Meu Tacacá       | [ 116 ]                   |
| 1974 | Os Sete Gatinhos                   | Silene[carece de fontes?] |
| 2011 | Paixão de Cristo de Nova Jerusalém | Maria                     |

## Prêmios
- 1991 - Troféu Imprensa: Melhor Canção (Nuvem de Lágrimas);[118]
- 1992 - Troféu Imprensa: Melhor Cantora;[119]
- 2008 - Prémio Tim - categoria canção popular: Melhor Disco "Fafá de Belém Ao Vivo";[120]
- 2008 - Prémio Tim - categoria canção popular: Melhor Cantora;[121]
- 2016 - Prêmio da Música Brasileira: Melhor Álbum Popular: "Do Tamanho Certo para o Meu Sorriso";[122]
- 2016 - Prêmio da Música Brasileira: Melhor Cantora Popular;[123]

Condecorações
Em 19 de outubro de 2011, foi condecorada com a Medalha de Mérito Turístico de Portugal, no Palácio São Clemente, na Zona Sul do Rio de Janeiro, tendo sido entregue pela Secretária de Estado do Turismo de Portugal, Cecília Meireles, em representação do Ministro da Economia e do Emprego de Portugal, e pelo cônsul-geral de Portugal no Rio de Janeiro, António de Almeida Lima.
Em 21 de novembro de 2023, foi condecorada com a Ordem de Rio Branco, no grau de Comendador.